# 蒙塔尼莱瑟尔
蒙塔尼莱瑟尔（法語：Montagny-lès-Seurre，法語發音：[mɔ̃taɲi lɛ sœʁ]，意为“瑟尔附近的蒙塔尼”）是法国科多尔省的一个市镇，属于博讷区。

## 地理
蒙塔尼莱瑟尔（47°1'24"N, 5°15'13"E）面积7.16 平方千米，位于法国勃艮第-弗朗什-孔泰大區科多尔省，该省份为法国中东部省份，北起奥布省，西接涅夫勒省和约讷省，南至索恩-卢瓦尔省，东南接汝拉省，东临上索恩省，东北部与上马恩省接壤。
与蒙塔尼莱瑟尔接壤的市镇（或旧市镇、城区）包括：弗朗克索、格罗布瓦莱蒂谢、蒂谢、布斯朗日、帕尼堡。

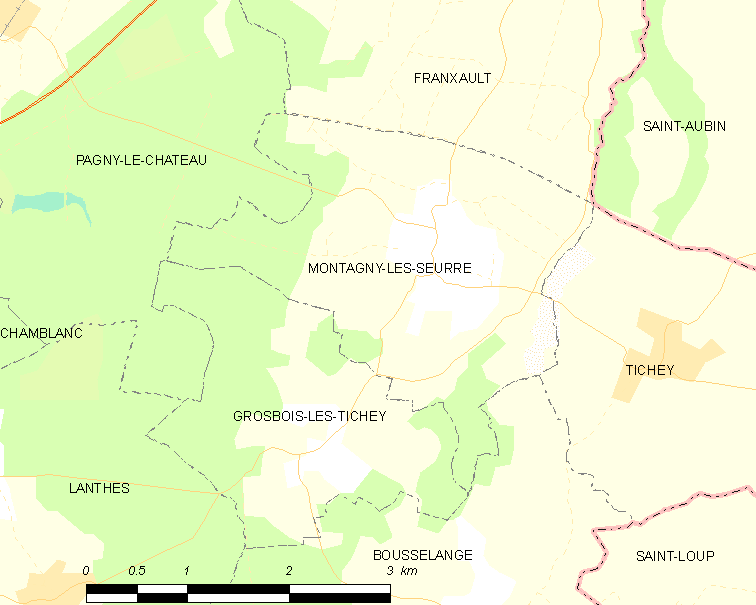
蒙塔尼莱瑟尔的OSM定位图

蒙塔尼莱瑟尔的时区为UTC+01:00、UTC+02:00（夏令时）。

## 行政
蒙塔尼莱瑟尔的邮政编码为21250，INSEE市镇编码为21424。

## 政治
蒙塔尼莱瑟尔所属的省级选区为布拉泽昂普莱讷县。

## 人口

1962-2008年间蒙塔尼莱瑟尔人口变化图示

蒙塔尼莱瑟尔于2022年1月1日时的人口数量为115人。